# Avstrijska državna pogodba
Avstrijska državna pogodba (nemško Österreichischer Staatsvertrag; celoten naziv Staatsvertrag betreffend die Wiederherstellung eines unabhängigen und demokratischen Österreich, gegeben zu Wien am 15. Mai 1955, slovensko Sporazum o ponovni vzpostavitvi samostojne in demokratične Avstrije, podpisan na Dunaju 15. maja 1955) je mednarodni sporazum, ki so ga podpisale zavezniške zasedbene sile v Avstriji: ZDA, ZSSR, Francija in Združeno kraljestvo ter avstrijska vlada v palači Belvedere 15. maja 1955. Sporazum je prišel v veljavo 27. julija 1955.

## Splošno in zgradba
Glavni namen sporazuma je bila ponovna vzpostavitev samostojne, suverene in demokratične Avstrije. Osnova sporazuma je bila moskovska deklaracija, podpisana 30. oktobra 1943.
Podpisniki sporazuma so bili takratni zunanji ministri: Vjačeslav Molotov, John Foster Dulles, Harold MacMillan in Antoine Pinay kot predstavniki zaveznikov ter Leopold Figl, avstrijski zunanji minister; poleg njih so pristopili še štirje visoki komisarji zasedbenih sil.
Sporazum je razdeljen na 9 delov:
- Uvod
- Politični in teritorialni ukrepi
- vojaški in zračnotransportni ukrepi
- reparacije
- lastnina, zakon in interesi
- ekonomske povezave
- pravila za spore
- ekonomski ukrepi
- zaključni ukrepi

## Pomembnejše točke
Kot dodatek splošnim določbam in priznanju avstrijske države, so bile manjšinske pravice slovenske in hrvaške manjšine posebej omenjene. Prav tako so prepovedali poskus novega anšlusa z Nemčijo ter ustanovitev nacističnih in drugih fašističnih organizacij.
Po Avstrijski državni pogodbi je posebne pravice dobila tudi slovenska manjšina na avstrijskem Koroškem, toda pri uveljavljanju teh pravic se zapleta še desetletja po njihovi formalni podelitvi.
Avstrija je razglasila, da se bo prostovoljno razglasila za nevtralno državo po vzpostavitvi sporazuma. Čeprav avstrijska nevtralnost ni del sporazuma, je pa zgodovinsko in politično povezana z njim.

## Posledice
Kot posledica sporazuma so okupacijske sile ostale na avstrijskem ozemlju do 25. oktobra 1955. 26. oktober je državni praznik (do 1965: dan zastave). Čeprav mnogi menijo, da se praznik proslavlja odhod okupacijskih sil, pa v bistvu proslavlja začetek avstrijske nevtralnosti, ki je stopila v veljavo kot deklaracija nevtralnosti na ta dan leta 1955.

## Razvoj
Prvi poskusi o sporazumu so bili s strani prve povojne vlade. Toda ti poskusi so propadli, ker so zavezniške sile hotele najprej podpisati mirovni sporazum z Nemčijo. Sporazum se je vse bolj odmikal zaradi razvoja hladne vojne. Avstrija je zavrnila poskuse odcepitve delov Koroške k Jugoslaviji, čeprav ni nikoli ovrgla možnost združitve z Južno Tirolsko. Po Stalinovi smrti leta 1953 je postal sporazum večja realnost, toda šele tri leta pozneje je bil podpisani moskovski memorandum.